# Grand Prix Brazílie 2014
Grand Prix Brazílie 2014 (oficiálně Formula 1 Grande Prêmio Petrobras do Brasil 2014) se jela na okruhu Autódromo José Carlos Pace v São Paulo v Brazílii dne 9. listopadu 2014. Závod byl osmnáctým v pořadí v sezóně 2014 šampionátu Formule 1.

## Kvalifikace
| Poř.                       | No. | Jezdec            | Konstruktér             | Časy v kvalifikaci | Časy v kvalifikaci | Časy v kvalifikaci | Pořadí na startu |
| Poř.                       | No. | Jezdec            | Konstruktér             | Q1                 | Q2                 | Q3                 | Pořadí na startu |
| -------------------------- | --- | ----------------- | ----------------------- | ------------------ | ------------------ | ------------------ | ---------------- |
| 1                          | 6   | Nico Rosberg      | Mercedes                | 1:10.347           | 1:10.303           | 1:10.023           | 1                |
| 2                          | 44  | Lewis Hamilton    | Mercedes                | 1:10.457           | 1:10.712           | 1:10.056           | 2                |
| 3                          | 19  | Felipe Massa      | Williams-Mercedes       | 1:10.602           | 1:10.343           | 1:10.247           | 3                |
| 4                          | 77  | Valtteri Bottas   | Williams-Mercedes       | 1:10.832           | 1:10.421           | 1:10.305           | 4                |
| 5                          | 22  | Jenson Button     | McLaren-Mercedes        | 1:11.097           | 1:11.127           | 1:10.930           | 5                |
| 6                          | 1   | Sebastian Vettel  | Red Bull Racing-Renault | 1:11.880           | 1:11.129           | 1:10.938           | 6                |
| 7                          | 20  | Kevin Magnussen   | McLaren-Mercedes        | 1:11.134           | 1:11.211           | 1:10.969           | 7                |
| 8                          | 14  | Fernando Alonso   | Ferrari                 | 1:11.558           | 1:11.215           | 1:10.977           | 8                |
| 9                          | 3   | Daniel Ricciardo  | Red Bull Racing-Renault | 1:11.593           | 1:11.208           | 1:11.075           | 9                |
| 10                         | 7   | Kimi Räikkönen    | Ferrari                 | 1:11.193           | 1:11.188           | 1:11.099           | 10               |
| 11                         | 21  | Esteban Gutiérrez | Sauber-Ferrari          | 1:11.520           | 1:11.591           |                    | 11               |
| 12                         | 27  | Nico Hülkenberg   | Force India-Mercedes    | 1:11.848           | 1:11.976           |                    | 12               |
| 13                         | 99  | Adrian Sutil      | Sauber-Ferrari          | 1:11.943           | 1:12.099           |                    | 13               |
| 14                         | 26  | Daniil Kvjat      | Toro Rosso-Renault      | 1:11.423           | Bez času           |                    | 17               |
| 15                         | 8   | Romain Grosjean   | Lotus-Renault           | 1:12.037           |                    |                    | 14               |
| 16                         | 25  | Jean-Éric Vergne  | Toro Rosso-Renault      | 1:12.040           |                    |                    | 15               |
| 17                         | 11  | Sergio Pérez      | Force India-Mercedes    | 1:12.076           |                    |                    | 18               |
| 18                         | 13  | Pastor Maldonado  | Lotus-Renault           | 1:12.233           |                    |                    | 16               |
| 107% času vítěze: 1:15.271 |     |                   |                         |                    |                    |                    |                  |
| DNP                        | 17  | Jules Bianchi     | Marussia-Ferrari        | Bez času           |                    |                    |                  |
| DNP                        | 4   | Max Chilton       | Marussia-Ferrari        | Bez času           |                    |                    |                  |
| DNP                        | 10  | Kamui Kobajaši    | Caterham-Renault        | Bez času           |                    |                    |                  |
| DNP                        | 9   | Marcus Ericsson   | Caterham-Renault        | Bez času           |                    |                    |                  |
| Zdroj:                     |     |                   |                         |                    |                    |                    |                  |

Poznámky
1. ↑  Daniil Kvjat obdržel trest posunu o 7 míst vzad, aby si odpykal trest, který obdržel v předchozím závodě.
2. ↑  Sergio Pérez obdržel trest posunu o 7 míst vzad za zavinění kolize v předchozím závodě.

## Závod
| Poř.   | No. | Jezdec            | Konstruktér             | Počet kol | Čas/Odstoupení   | Pořadí na startu | Body |
| ------ | --- | ----------------- | ----------------------- | --------- | ---------------- | ---------------- | ---- |
| 1      | 6   | Nico Rosberg      | Mercedes                | 71        | 1:30:02.555      | 1                | 25   |
| 2      | 44  | Lewis Hamilton    | Mercedes                | 71        | +1.457           | 2                | 18   |
| 3      | 19  | Felipe Massa      | Williams-Mercedes       | 71        | +41.031          | 3                | 15   |
| 4      | 22  | Jenson Button     | McLaren-Mercedes        | 71        | +48.658          | 5                | 12   |
| 5      | 1   | Sebastian Vettel  | Red Bull Racing-Renault | 71        | +51.420          | 6                | 10   |
| 6      | 14  | Fernando Alonso   | Ferrari                 | 71        | +1:01.906        | 8                | 8    |
| 7      | 7   | Kimi Räikkönen    | Ferrari                 | 71        | +1:03.730        | 10               | 6    |
| 8      | 27  | Nico Hülkenberg   | Force India-Mercedes    | 71        | +1:03.934        | 12               | 4    |
| 9      | 20  | Kevin Magnussen   | McLaren-Mercedes        | 71        | +1:10.085        | 7                | 2    |
| 10     | 77  | Valtteri Bottas   | Williams-Mercedes       | 70        | +1 kolo          | 4                | 1    |
| 11     | 26  | Daniil Kvjat      | Toro Rosso-Renault      | 70        | +1 kolo          | 17               |      |
| 12     | 13  | Pastor Maldonado  | Lotus-Renault           | 70        | +1 kolo          | 16               |      |
| 13     | 25  | Jean-Éric Vergne  | Toro Rosso-Renault      | 70        | +1 kolo          | 15               |      |
| 14     | 21  | Esteban Gutiérrez | Sauber-Ferrari          | 70        | +1 kolo          | 11               |      |
| 15     | 11  | Sergio Pérez      | Force India-Mercedes    | 70        | +1 kolo          | 18               |      |
| 16     | 99  | Adrian Sutil      | Sauber-Ferrari          | 70        | +1 kolo          | 13               |      |
| 17     | 8   | Romain Grosjean   | Lotus-Renault           | 63        | Pohonná jednotka | 14               |      |
| Ret    | 3   | Daniel Ricciardo  | Red Bull Racing-Renault | 39        | Zavěšení         | 9                |      |
| DNP    | 17  | Jules Bianchi     | Marussia-Ferrari        | 0         | Netrénoval       | —                |      |
| DNP    | 4   | Max Chilton       | Marussia-Ferrari        | 0         | Netrénoval       | —                |      |
| DNP    | 10  | Kamui Kobajaši    | Caterham-Renault        | 0         | Netrénoval       | —                |      |
| DNP    | 9   | Marcus Ericsson   | Caterham-Renault        | 0         | Netrénoval       | —                |      |
| Zdroj: |     |                   |                         |           |                  |                  |      |

## Průběžné pořadí po závodě
- Tučně jsou vyznačeni jezdci a týmy se šancí získat titul v Poháru jezdců nebo konstruktérů.

Pohár jezdců
|   | Pořadí | Jezdec           | Body |
| - | ------ | ---------------- | ---- |
|   | 1      | Lewis Hamilton   | 334  |
|   | 2      | Nico Rosberg     | 317  |
|   | 3      | Daniel Ricciardo | 214  |
| 1 | 4      | Sebastian Vettel | 159  |
| 1 | 5      | Fernando Alonso  | 157  |

Pohár konstruktérů
|  | Pořadí | Konstruktér             | Body |
|  | ------ | ----------------------- | ---- |
|  | 1      | Mercedes                | 651  |
|  | 2      | Red Bull Racing-Renault | 373  |
|  | 3      | Williams-Mercedes       | 254  |
|  | 4      | Ferrari                 | 210  |
|  | 5      | McLaren-Mercedes        | 161  |